# Sirone (Musiker)
Norris „Sirone“ Jones (* 28. September 1940 in Atlanta, Georgia; † 21. Oktober 2009 in Berlin) war ein US-amerikanischer Jazzmusiker (Kontrabass, Posaune, Komposition).

## Leben
Sirone spielte zunächst mit George Adams und arbeitete mit Rhythm-and-Blues-Musikern wie Sam Cooke, Smokey Robinson und Jerry Butler. In den 1960ern zog er nach New York und spielte erstmals 1965 mit Pharoah Sanders, ebenfalls auf Izipho Zam (My Gifts) (1973). Später wirkte er an Aufnahmen von Noah Howard, Marion Brown (Three for Shepp), Ornette Coleman, Albert Ayler und Gato Barbieri mit. Gemeinsam mit Leroy Jenkins und Jerome Cooper gründete er in den frühen siebziger Jahren das „Revolutionary Ensemble“, das eine der wichtigen Gruppen des Avantgarde Jazz dieses Jahrzehnts war und 6 Platten einspielte. Er nahm weiterhin mit Sonny Sharrock, Dewey Redman, Cecil Taylor, Clifford Thornton, Kali Fasteau, George Adams, dem Tony Oxley Quintet (Angular Apron) und James Blood Ulmers „Phalanx“ sowie mit Charles Gayle auf. 2004 kam es zu einer Wiederbelebung des „Revolutionary Ensemble“ und mit Billy Bang zur Gründung des „Sirone Bang Ensembles“. Auch spielte er mit John Tchicai und Thomas Agergaard im All Ear Trio (Ninth World Music 2007). 2008 nahm er mit Guerino Mazzola die CD Liquid Bridges (Springer) in Minneapolis auf.
Seit 1989 lebte er mit seiner Frau, der Schauspielerin Veronika Nowag-Jones, in Berlin.